# 广东恩平金融风波

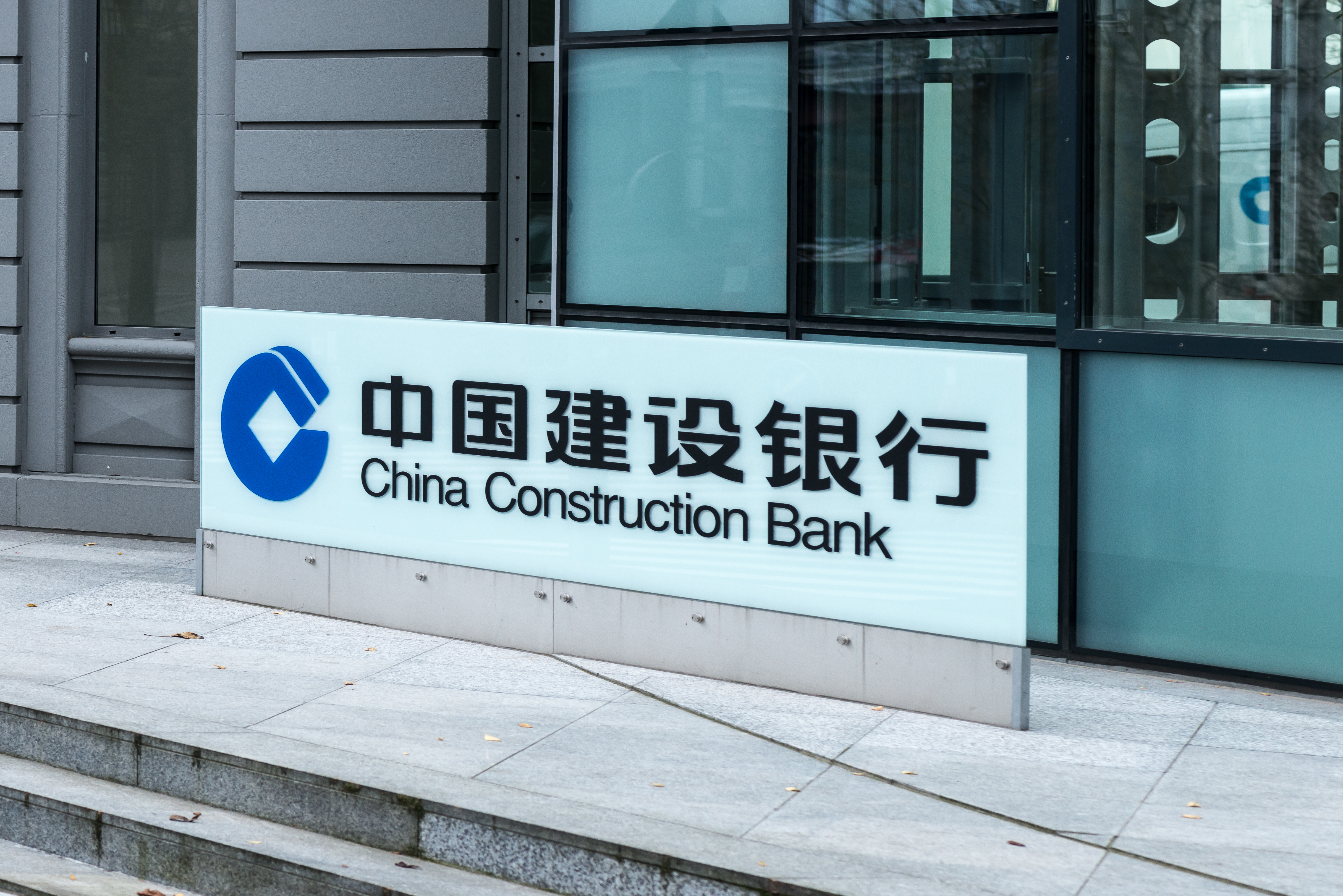
中国建设银行恩平市支行是恩平金融风暴的主要涉事机构之一

广东恩平金融风波，也称广东恩平市领导非法集资案，是指1990年代中华人民共和国广东省江门市下辖恩平市发生的局部性金融风险事件，在情况最严重的1995年6月和1996年8月曾两次出现严重的银行挤兑事件，一度引发广东省全省金融瘫痪。广东省恩平市人民政府领导干部直接指挥当地金融机构乱集资、乱拆借总额超过人民幣100多亿元，账外贷款人民幣30多亿元，引发两次金融挤兑事件，导致恩平市地方银行网点一度普遍歇业或退出当地市场，最终迫使中国的国有银行系统两次共调集至少人民幣70多亿元以保障支付度过危机，使中国建设银行、中国农业银行、广东发展银行等金融机构和恩平市乃至广东省地区的经济遭受巨大损失。事件发生后，恩平市经济严重衰退，从“中国百强县”一度跌落为广东省最落后的八个县之一。同时，这一事件也促使中国大陆加快了对金融业改革的进程，实行银行系统的垂直管理，并对银行、信托、证券、保险业等实行分业经营、分业监管。

## 背景
1992年开始，中国大陆全国范围内出现开发区热、房地产热、股票热和集资热的“四热”现象，在经济指标方面表现出高固定资产投资、高信贷投放、高货币发行和高物价上涨的“四高”现象，在经济秩序方面则表现为乱集资、乱拆借和乱设金融机构的“三乱”现象。
在中国大陆实施改革开发政策之后的广东省作为改革开放的前沿，一度经济快速发展。国务院确定广东省为综合改革的试验区并给予10条优惠政策，广东省金融业高速发展的同时，面临全国范围经济过热和“软着陆”时开始承压，成为债务危机和金融事件频发的地区。但1990年代末，广东省出现经济过热、泡沫膨胀的问题，资金高速轴转的同时“拆东墙补西墙”的现象普遍。1990年代，广东省金融犯罪案件数量逐年增加。除个别外，地方机构业务人员素质、经营管理水平总体较差，与经济的快速发展不相适应，造成广东省内金融机构普遍在高经营风险状态下运行。1997年亚洲金融危机爆发，同时广东省的金融风险事件也频发。1998年以来，广东省多家地方金融机构退出市场或停业整顿，包括广东国际信托投资公司、华侨信托投资公司、汕头商业银行等。
在中国大陆实施改革开发政策之前，广东省恩平县（今恩平市）的经济发展一直比较缓慢。改革开放政策的推进成为恩平县经济发展由慢转快的契机。1987年，恩平县工农业总产值比1983年时增长了1.47倍，但恩平县政府为谋求政绩和实现经济超常规发展，盲目发展水泥行业，制定了“发展水泥生产，振兴恩平经济”的发展思路。为支持发展水泥行业所需资金，恩平县委、县政府以“金融体制改革”的名义，擅自制定了一系列违背中国金融管理法律法规的地方性政策，主动干预地方金融业经营活动及风险判断，对辖区内的金融机构进行不当激励，大肆鼓励违规高息揽存和账外经营，鼓励单位和个人以“手续费”“协储奖”等形式高息揽存，从此开始扰乱当地金融秩序。

## 事件经过
广东恩平金融风波缘起1987年恩平县政府开始的对银行信贷的不当行政干预，致使高息揽储、非法集资事态逐渐失控，在情况最严重的1995年6月和1996年8月曾两次出现严重的银行挤兑事件和多次群体性事件。

### 事件发端
1987年，恩平县政府开始以“金融体制改革”的名义，擅自制定违背中国金融管理法律法规的地方性政策。1989年2月，时任恩平县县长在全县副科长以上干部会议上要求“加强领导，上下协作，发动群众，大量吸储，大胆拆借，推动恩平经济发展……这是各级党委、政府、各部门、各银行义不容辞的责任……到4月份，全县要求吸储4,000万元。”1990年12月，恩平县委县政府提出“各经济战线、镇成立财务公司”“今后20年平均贷款余额递增13%以上”等不合实际的政策目标，制定《恩平县1992年鼓励发展经济奖励办法》鼓励高息揽储等违规行为。时任恩平县委书记邝仍提出了“四千四万”的激进工作方针，即发动当地群众以“说尽千言万语，跑遍千山万水，历尽千辛万苦，施尽千方百计”开展引资活动。为此，恩平县专门成立恩平县金融拆借中心从事集资活动，要求各金融机构、各镇、各部门积极拆借资金。
1987年至1993年11月，年仅28岁便出任中国建设银行恩平县支行行长的郑荣芳躲避监管，擅自突破上级部门规定的放贷指标，超规模发放了15.1亿元人民币的贷款，导致贷出款项利息无法收回，且出现2,021万元的巨额经营亏损。此外，郑荣芳擅自违背中国人民银行关于各级金融机构均不得为企业进行贷款担保的规定，以中国建设银行恩平县支行的名义，为恩平市华侨住宅公司、恩平工贸实业总公司等恩平7家企业提供担保，向海南省华银国际信托投资公司、广州市信托投资公司、广州市洪桥城市信用社等机构借款人民币共1,820万元。上述企业均未能偿还贷款，致使中国建设银行恩平支行被法院判定须承担连带法律责任。

### 第一次挤兑事件
1993年6月，中央政府要求整顿金融秩序。7月，全国金融工作会议要求金融机构要立即停止并认真清理收回违章拆借资金，不得擅自和变相提高存贷款利率。广东省政府也明令禁止地方政府随意干预金融的正常运转，禁止强行让银行担保贷款、融资。1993年，恩平县政府违背上级政府禁令，再度颁布《1994年企业发展经济奖励办法》，进一步明确对银行增加贷款的奖励，鼓励高息吸存、非法拆借及超规模发放贷款，使当地金融秩序进一步恶化。在县政府的安排下，当地农村信用社从1993年起开办贴水高息存款，金额逐年上升。
1994年2月，经国务院批准，恩平县撤销，设立恩平市。1994年2月至1995年11月，中国建设银行恩平市支行下辖7个办事处通过高息贴水吸收存款和账外拆借资金的方式，违规吸收存款32亿多元，以发放流动资金的形式向企业违规发放账外贷款349次，总计超过25亿元人民币。1993年4月至1994年初，建设银行恩平县支行扰乱金融秩序事件爆发后，中国人民银行江门市分行和恩平县支行对恩平地区扰乱金融秩序的行为进行了检查和通报。恩平市委、市政府不仅未对建设银行恩平支行的违法行为进行处理，反而将其树立为先进典型予以表彰，将建设银行支行原行长郑荣芳提拔为恩平市副市长，分管恩平全市金融工作。侯春幸接替郑荣芳继任行长后，在高息揽储、非法集资上变本加厉，中国农业银行和信用社也如法炮制。最终，1995年6月，恩平爆发银行挤兑事件，建设银行恩平支行违规发放的贷款大部分无法收回，造成经济损失超过36亿元。

### 第二次挤兑事件
1995年初，中国建设银行广东省分行察觉恩平支行高息揽储的情况后，抽回了拆借给恩平支行的4亿元，但未做其他处理。5月5日，中共恩平市委书记李光辉在恩平市社会经济形势分析会上提出成立恩平市金融工作领导小组的设想。同年，中国建设银行总行紧急调拨20亿元平复恩平支行发生的兑付危机。1995年底，建设银行总行派检查组到恩平了解情况，停止建行恩平支行的存贷款业务。然而，建设银行兑付的资金又被中国农业银行在恩平市下辖的信用社高息吸存。时任建设银行恩平支行行长的郑荣芳升任恩平市副市长触怒了中央政府官员，但被时任广东省委书记谢非以“对地方做出的贡献很大”为由力保。
1996年3月，恩平市政府成立了金融工作领导小组，市长方振湛任组长，副市长郑荣芳任第一副组长，所辖17个镇也都成立了由镇党委书记或镇长任组长的金融工作领导小组，直接干预金融活动。7月15日，方振湛主持召开市金融工作领导小组会议，动员银行和信用社带头高息吸收资金，按照引入资金利率奖励引资人员，以25%作为控制标准。1996年8月，恩平市再度爆发严重的银行挤兑事件。同年，恩平信用社以贴水高息吸存违法经营的问题暴露后，江门市政府于当年8月23日发文制止，但随后恩平信用社出现支付危机问题。恩平市金融秩序继续恶化下，银行分支机构陆续歇业或退出恩平市。到1997年春节前夕，全市银行、信用社普遍歇业，引发又一轮挤兑事件，市政府门前一度发生群体性事件，金融风波再度发酵。

## 后续进展
1996年11月10日，国务院办公厅向广东省人民政府发出《国务院办公厅关于广东省恩平市政府领导人违法干预金融活动造成严重金融风险的通报》，直指“恩平市政府领导人违法干预金融活动”的性质严重，决定对干预金融工作造成严重金融风险的恩平市政府给予批评，责成中国人民银行会同监察部、审计署等部门组成工作组，全面调查恩平市政府及金融机构违反法律法规的问题，提出处理意见，并要求广东省人民政府积极配合。1997年4月，国务院派出工作组进驻恩平调查情况、整顿金融秩序、平复事件影响并对相关责任人追究责任。最终，1997年12月，在广东省政府工作组的协调下进行了兑付。

### 应对措施
1995年，为避免发生更大规模的局部金融风险，维持经济社会秩序稳定，中国建设银行总行和广东分行拨付20亿元人民币，广东省政府和江门市政府共出资10亿，其中恩平市政府出资3亿。最终，为应对恩平金融风波，中国的国有银行系统共调集至少70多亿元以保障支付。1997年恩平市信用社挤兑事件造成的20多亿元的负担，最终由中国农业银行负责解决，对该信用社进行重组。1998年12月，中国人民银行和广东省政府的决定，广东发展银行正式托管恩平城乡信用社，为恩平市金融风波埋单。

### 问责
1997年1月，事件责任人之一的恩平市原副市长郑荣芳被下调到供水站工作，等待调查。2月18日，建设银行江门市分行党组认为侯春幸违规高息吸收存款和拆借资金，采用压单不报、改动预算平衡表的方式欺瞒上级行，占用联行资金，违规发放账外贷款，发放贷款用于他人偿还债，决定撤销科级待遇，留行查看一年。侯春幸免职后接受有关部门调查。
1997年3月，侯春幸出逃，成为重点抓逃对象之一。4月3日，时任恩平市政府干部梁某通风报信，透露国务院工作组进驻恩平的消息，导致多名涉案人员提前或准备出逃，梁某因此犯国家机关工作人员泄露机密罪而被判刑。4月10日，恩平市原副市长郑荣芳携妻子和情妇，带着3本护照和70万港币现钞准备偷渡越境潜逃。时任广东省公安厅长陈绍基亲自指挥，封锁了所有出入境口岸，动用1,500多警力，最终在珠海市靠近澳门的海边将其逮捕。郑荣芳被捕后因犯受贿罪、挪用公款罪、玩忽职守罪，数罪并罚，被判处有期徒刑20年。1999年10月8日，广东江门市中级人民法院对郑荣芳作出改判，由原判20年徒刑改判为死刑缓期二年执行。1999年8月19日，江门市原副市长、恩平县原书记邝仍因玩忽职守罪，被判有期徒刑4年，江门市国际信托集团原董事长郑旺因犯贪污罪，被判处有期徒刑13年，三埠卫生检疫局原局长张凤鼎犯挪用公款罪，被判处有期徒刑13年。同年11月18日，恩平市委原书记李光辉犯玩忽职守罪，被判处有期徒刑4年。2000年3月21日，中国建设银行恩平市支行原行长侯春幸潜逃数年后，在广州市被捕，因犯玩忽职守罪，最终被判处有期徒刑3年6个月。
由于1997年中国实施新修订的刑法，新增对扰乱金融管理秩序犯罪作出的明确规定，增加违规发放贷款罪，邝仍、李光辉、郑荣芳等人的犯罪行为既符合新刑法中最高可判处有期徒刑15年的违规发放贷款罪，又符合旧刑法规定的最高可判处有期徒刑5年的玩忽职守罪。但根据刑法“从旧兼从轻”的原则，江门市中级人民法院对涉案人员适用了刑罚相对较轻的玩忽职守罪进行判罚。

### 关联案件
广东恩平金融风波平息后不久，中国银行开平支行案爆发，两起事件性质不同、发生后的震荡范围也不一样，但在涉案人员等方面存在关联。在恩平金融风波中负主要责任的江门市原副市长、恩平县原书记邝仍被判刑后，其女儿女婿牵涉入江门市的中国银行开平支行案，并出国潜逃。2015年9月，邝仍的女儿邝婉芳在潜逃至美国十余年后被遣返至中国大陆，而于2001年涉嫌貪污挪用中國銀行多達4.85億美元的邝婉芳前夫許超凡于2018年7月12日被强制遣返回中国大陆，2021年10月13日被江门市中级人民法院认定犯贪污罪、挪用公款罪，判有期徒刑十三年，罚金人民币200万元，对犯罪所得赃款予以追缴。

## 影响
广东恩平金融风波的持续发酵，除短时间内造成恩平地区金融危机外，甚至一度造成广东省全省金融瘫痪，在地方经济、金融改革等多方面产生深远影响。

### 对当地经济的影响
广东恩平金融事件极大损害恩平市乃至江门市的经济发展，使得恩平市从中国大陆经济最为发达的“百强县”一度跌落为广东省最落后的八个县之一。事件发生后，恩平市政府各级机构及事业单位连续多年无力支付或拖欠工资。恩平市的企业多年无法获得商业贷款，特别是民营企业融资困难、难以发展。恩平市被金融机构列入“金融高危地区”达十年之久，在恩平市设立分支机构的金融机构迅速收缩甚至退出市场，特别是银行业，使当地银行服务网点也由发生风险前的266个锐减至不足50个。经调查，2002年，恩平有87%的企业和94%的农民被迫通过民间借贷融资。中国建设银行恩平市支行被撤销，200多名员工被遣散。由于中国农业银行全面撤出恩平市，由农业银行承担的种粮补贴的发放工作也随之中断，致使恩平地区的农民需要通过中国工商银行再转中国邮政的网点代发。同时，恩平地区的物业抵押物估值也远远低于其他地区七成以上。恩平市原市长顾士明评价“金融风波使全市经济水平至少倒退了10年。恩平所欠的债，全市人民不吃不喝100年才能还清。”2001年，记者在恩平市调查时发现，数十家属于当地支柱产业的水泥厂、纺织厂、铝材厂均处于关闭状态，厂房破败。直到恩平金融风波度过十余年之后，曾经退出恩平市的部分银行机构才重新筹划进入恩平市银行业市场。

### 对中国金融改革的影响
广东恩平金融风波一度引起中国中央政府和广东省政府高层的重视，1997年4月，国务院派出工作组进驻恩平调查情况、整顿金融秩序。中国也因此加快推进金融业集中统一领导制度改革。随后，1997年11月召开的全国金融工作会议集中讨论了中共中央、国务院起草的《关于深化金融改革，整顿金融秩序，防范和化解金融风险的通知》，确定对中国的银行业、中国人民银行及金融监管进行改革。1998年6月16日，中共中央金融工作委员会成立，对银行等国有金融机构党组织实行垂直领导。同年11月15日，国务院对中国人民银行管理体制进行改革，撤销中国人民银行省级分行，改为按区域设立9家分行。 同时，中国大陆加快了对金融业改革的进程，实行对银行、信托、证券、保险业等实行分业经营、分业监管。

### 研究与反思
广东恩平金融风波引起了极为严重的后果，暴露了中国银行业的内、外监管机制不健全的问题，成为金融业监管者、相关领域学者和银行业从业人员研究与反思的对象。中国人民银行、广东经济学会、南开大学经济学院、天津外国语大学商学院等机构的学者对该事件进行了研究与反思，也引发《财经》等媒体关注。
时任中国人民银行金融研究局局长谢平认为恩平事件反映出中国的商业银行存在的体制风险，各商业银行从总行到县级共设四级，代理链过长，导致总行监督困难。同时，恩平事件被认为反映出存款人对风险评估不足、监管部门对风险处置不明确、银行管理者激励偏离控制风险目标、无序竞争无助于形成市场约束机制等问题。